# Иваньчиха
Иваньчиха — река в России, протекает по Ветлужскому району Нижегородской области и Мантуровскому району Костромской области. Правый приток реки Кастово.

## География
Река Иваньчиха берёт начало в Ветлужском районе Нижегородской области. Течёт на запад через берёзовые леса, пересекает границу Костромской области. Устье реки находится в 20 км от устья реки Кастово. Длина реки составляет 25 км, площадь водосборного бассейна — 113 км².

## Данные водного реестра
По данным государственного водного реестра России относится к Верхневолжскому бассейновому округу, водохозяйственный участок реки — Унжа от истока и до устья, речной подбассейн реки — Бассей притоков Волги ниже Рыбинского водохранилища до впадения Оки. Речной бассейн реки — (Верхняя) Волга до Куйбышевского водохранилища (без бассейна Оки).
Код объекта в государственном водном реестре — 08010300312110000015938.